# Minnie Woolsey
Pour les articles homonymes, voir Woolsey.
Minnie Woolsey (1880-1960), surnommée Koo-Koo the Bird Girl ou la Fille oiseau, est une animatrice américaine, connue pour son apparition dans le film Freaks de Tod Browning en 1932.

## Biographie
Née en 1880 en Géorgie, Minnie Woolsey grandit dans un asile psychiatrique. Dès la naissance, elle souffre d'un trouble squelettique de croissance congénital rare appelé syndrome de Seckel, maladie également connue sous le nom de « nanisme à tête d'oiseau ». Le syndrome se caractérise par une stature très courte (1m37), une petite tête, un visage étroit ressemblant à un oiseau avec un nez en forme de bec, de grands yeux, une mâchoire en recul, de grandes oreilles et une déficience intellectuelle légère. De plus, Minnie Woolsey était chauve, sans dents et très myope voire aveugle. L'hypothèse est qu'elle aurait été engagée par un professionnel du spectacle qui l'aurait exposée sous le nom de « Minnie-Ha-Ha », en référence aux chutes de Minnehaha en Caroline du Nord, et en costume amérindien.
Elle apparaît dans le film Freaks (ou La Monstrueuse Parade) en 1932, sous le nom de "Koo-Koo la fille oiseau" où elle tient son propre rôle aux côtés d'une panoplie d'artistes présentant des malformations physiques.
Après Freaks, elle devient complètement aveugle et se produit à Coney Island à Brooklyn, rebaptisée Koo Koo « The Blind Girl From Mars » jusqu'à un âge avancé. Elle aurait été renversée par une voiture en 1960 mais les circonstances de son décès restent floues.